# Керимов, Айдын Алик оглы
Айдын Кери́мов Алик оглы (азерб. Aydın Alik oğlu Kərimov; род. 28 мая 1985, Баку) — азербайджанский спортсмен, победитель соревнований по триатлону Ironman.

## Биография
Родился 28 мая 1985 года в Баку. Лезгин по национальности.
Отец — кандидат наук, основатель компании МЕТАК; мать доцент кафедры, учитель в старших классах школы.
В юности Керимов увлекался брейк-дансом и капоэйра, а также плаванием и кикбоксингом. Но спорт никогда не был приоритетом, поэтому от выступлений отказывался. По окончании средней школы N153 в 2002 году (аттестат с отличием) поступил на факультет менеджмента Азербайджанского государственного экономического университета. Окончил университет в 2006 году.
Во время обучения был активистом благотворительных акций. Основал и управлял на протяжении двух лет благотворительным форумом Donate.az . Командой Donate.az были проведены несколько фонд райзингов для помощи детям из приютов.
Окончил магистратуру SIMT (Stuttgart Institute Management of Technology), факультет MBA с уклоном на Technology and Innovation Management (Германия).
После обучения начал карьеру как представитель продаж Battenfeld на постсоветском пространстве. В результате финансового кризиса 2008 года решил переехать на родину.
С 01.11.2008 начал работу в компании МЕТАК как коммерческий директор.
С 1 мая 2012 года стал директором компании МЕТАК. В компании в 2008 году работало 150 сотрудников. В 2012 году их число составляло уже 300. В 2018 году компания стала крупной компанией на территории Азербайджана с персоналом свыше 770 человек. За этот период компания выпустила ценные бумаги на фондовом рынке Азербайджана.
Окончил London Business School, факультет Executive MBA. Во время учёбы приобрёл любовь к спорту.

### Спортивная карьера
Первый раз прошел железную дистанцию соревнований Ironman в Барселоне в 2019 году со временем 10 часов 57 минут, став IRONMAN. Керимов в последующем смог отобраться на чемпионаты мира по IRONMAN. Участвовал в соревнованиях Ironman в Эстонии.
В 2018 Керимов основал клуб АльфаТриКлуб а также сайт ironman.az для любителей триатлона. Поддерживал атлетов и старался популяризовать спорт и здоровый образ жизни.